# Vévoda de Guise

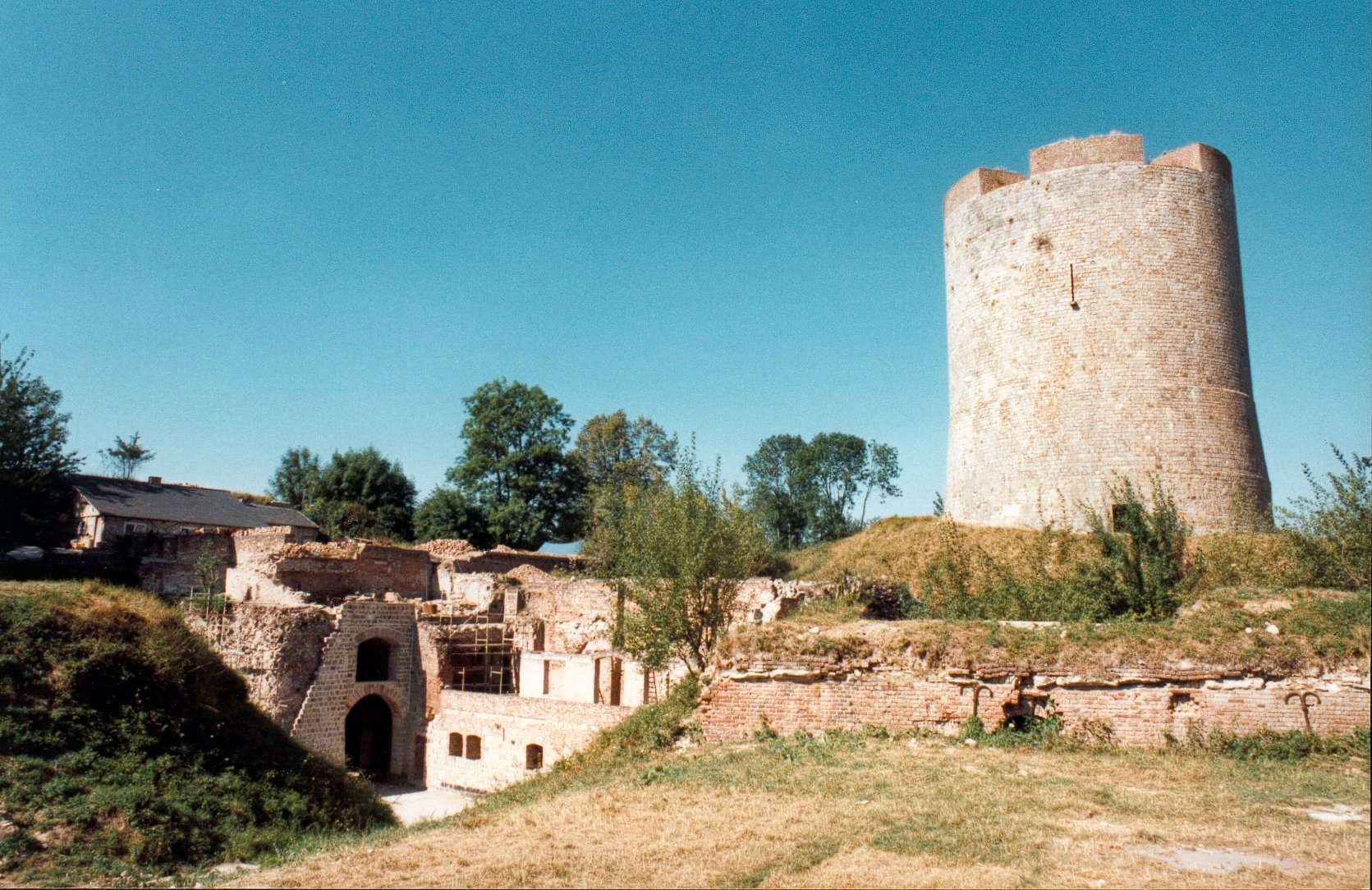
Hrad Guise

Vévodský titul de Guise vznikl v roce 1528 ve Francii, a to povýšením hrabat de Guise na vévody. Titul měla v držení nejprve vedlejší rodová linie Lotrinských (v letech 1528 – 1688), po jejím vymření přešel titul na vedlejší rodovou linii Bourbonů Bourbon-Condé a následně na rod Bourbon–Orléans (od roku 1847). Název titulu i rodu de Guise je odvozen od panství, města a hradu Guise v Pikardii.

## Vznik titulu
Prvním vévodou de Guise se stal v roce 1528 Klaudius Lotrinský, hrabě de Guise (*1496 - + 1550), druhorozený syn Lotrinského vévody Reného II. Lotrinského. Rod Lotrinských vlastnil rozsáhlé državy ve Francii, byl vzdáleně příbuzensky spjatý s vládnoucím královským rodem Valois, ale i přesto byl francouzskými šlechtickými rody dlouho považován za cizí. Situace se změnila ve chvíli, kdy se Klaudius Lotrinský stal významným vojevůdcem ve službách francouzského krále a za své zásluhy získal nejprve titul hraběte de Guise (v roce 1520) a v roce 1528 byl povýšen na vévodu de Guise, což byla mimořádná pocta, jelikož vévodský titul příslušel jen členům královské rodiny.

## Lotrinští vévodové (1528 – 1688)
Klaudius Lotrinský se stal zakladatelem jednoho z nejmocnějších šlechtických rodů Francie, jelikož během svého života získal mimořádné společenské postavení a značný majetek. Byl také příbuzenský spjatý s královským rodem Valois (Klaudiova prababička z matčiny strany Agnes Burgundská a Klaudiův pradědeček z otcovy strany René I. z Anjou byli potomky Jana II. Dobrého) a podařilo se mu upevnit vztahy s dalším významným rodem, s Bourbony, s nimiž už byl spřízněn přes svou babičku, a v roce 1513 spojení upevnil, když uzavřel sňatek s Antonií Bourbonskou (*1493 - + 1583). Rod vévodů de Guise tak patřil od samého počátku mezi politicky vlivné a majetkově bohaté rody, jehož členové i v následujících generacích aktivně zasahovali nejen do dění ve Francii, ale i mimo tuto zemi (dcera Klaudia Lotrinského Marie de Guise byla skotskou královnou). V druhé polovině 16. století se lotrinští vévodové de Guise zapsali do historie především svým fanatickým bojem za katolickou víru a tvrdým potlačováním hugenotů v průběhu francouzských náboženských válek. V tomto období si také opakovaně činili nárok na trůn, a to na úkor svých příbuzných Bourbonů, kteří ale nakonec byli úspěšnější a vládu nad Francií získali roku 1589.

## Bourbonští vévodové (1688 - 1940)
Po vymření lotrinských vévodů de Guise v roce 1688 přešel titul na Annu Jindřišku Bavorskou (*1648 - + 1723) a jejího manžela Jindřicha Julia Bourbon–Condé (*1643 - + 1709). Z rodu Bourbon–Condé pak titul přešel v roce 1847 na další vedlejší rodovou linii Bourbonů, Bourbon–Orléans.

## Přehled vévodů de Guise
Guisové:
- Klaudius, první vévoda de Guise (*1496 - + 1550), jeho dcera Marie de Guise se stala skotskou královnou.
- František, vévoda de Guise (*1519 - + 1563)
- Jindřich I., vévoda de Guise (*1550 - + 1588)
- Karel, vévoda de Guise (*1571 - + 1640)
- Jindřich II., vévoda de Guise (*1614 - +1664)
- Ludvík Josef, vévoda de Guise (*1650 - + 1671)
- František Josef, vévoda de Guise (*1670 – +1675)
- Marie, vévodkyně de Guise (*1615 - + 1688)

Bourbon–Condé
- Anna Jindřiška Bavorská (*1648 - +1723) a její manžel:
- Jindřich III., princ de Condé (Jindřich III., vévoda de Guise, *1643 - + 1709)
- Ludvík, princ de Condé (Ludvík II., vévoda de Guise , *1668 - + 1710)
- Ludvík Jindřich, vévoda Bourbonský (Ludvík III. Jindřich, vévoda de Guise, * 1692 - + 1740)
- Ludvík Josef, princ de Condé (Ludvík IV. Josef , vévoda de Guise, *1736 - + 1818)
- Ludvík Jindřich, princ de Condé (Ludvík V. Jindřich, vévoda de Guise, *1756 - + 1830)

Bourbon–Orléans
- Jindřich d'Orléans, vévoda de Guise (*1847 - + 1847)
- František Pavel d'Orléans, vévoda de Guise (* 1852 - + 1852)
- František Ludvík d'Orléans, vévoda de Guise (*1854 - + 1872)
- Jan d'Orléans, vévoda de Guise (* 1874 - + 1940)